# Nguyễn Trung Lập
Nguyễn Trung Lập (sinh 1953) là đại biểu Quốc hội Việt Nam khóa X. Ông thuộc đoàn đại biểu An Giang.
Tên thường gọi: Nguyễn Trung Lập
Ngày sinh: 8/3/1953
Giới tính: Nam
Dân tộc: Kinh
Tôn giáo: Không
Quê quán: Xã Long An, huyện Tân Châu, An Giang
Trình độ chuyên môn: Bác sĩ
Nghề nghiệp, chức vụ: Giám đốc Bệnh viện Đa khoa khu vực Châu Đốc, tỉnh An Giang.
Nơi làm việc: Bệnh viện Đa khoa khu vực Châu Đốc, tỉnh An Giang.
Nơi ứng cử: An Giang
Đại biểu Quốc hội khoá: X
Đại biểu chuyên trách: Không
Đại biểu Hội đồng Nhân dân: Không